# أمروتا سوبهاش
أمروتا سوبهاش هي ممثلة هندية ولدت في 13 مايو 1979.

## روابط خارجية
أمروتا سوبهاش على موقع IMDb (الإنجليزية)
- أمروتا سوبهاش على موقع قاعدة بيانات الفيلم (الإنجليزية)